# 백두진
백두진(白斗鎭, 1908년 10월 31일~1993년 9월 5일)은 대한민국의 정치인이다. 본관은 수원(水原), 호(號)는 소계(小溪)로, 대한제국 황해 신천에서 태어난 실향민 출신이다.

## 일생
황해도 신천에서 출생하였으며 한성부에서 성장했다. 1927년 경성 휘문고보를 졸업했으며 3년 후인 1930년에 일본으로 유학하여 1934년 도쿄 상과대학(현재의 히토츠바시 대학)을 졸업했다. 1934년 조선은행에 입사한 이후 1943년 조선은행 상무이사 등을 지내다가 이듬해 1944년 조흥은행 전임이사 등으로 영전하였으며 해방 이후인 1945년에는 조흥은행 이사장 등을 지냈다. 이후 1949년에 조선은행 이사장, 한국은행 이사장 등을 거쳐 같은 해 1949년 임시외자관리청장 등을 거쳐 식산은행 행장 등을 역임했다. 1951년 재무부 장관이 되었을 때는 중석불 사건을 겪기도 했다. 1952년 국무총리 서리를 거쳐 1953년 4월 24일부터 1954년 6월 17일까지 국무총리가 되었다. 이후 이후 민주공화당 상임고문 겸 동당 총재 상담역, 제 대 국회의원 등을 지냈으며, 제8대 국회에서는 국회의장으로, 제9대 국회에서는 유신정우회 회장을 지냈으며 10대 국회에서는 국회의장을 역임하였다.
1970년 12월 21일부터 1971년 6월 3일까지 다시 국무총리를 지냈고 1973년에서 1980년까지는 유신정우회 의원이었으며, 1973년에는 유신정우회 의장을 맡아 유신체제에 적극 협력하였다. 이후 제10대 대한민국 국회의장을 지냈으나 1979년 10월 26일 10.26 사태가 일어나자 사퇴하였다.

## 생애

### 생애 초기
1908년 10월 31일 황해도 신천의 중농가에서 태어났다. 이후 한성부에서 어린 시절을 보냈으나 1910년 2월, 일가족과 함께 황해도 신천 향리로 다시 귀거(귀향)하였고 그 후 휘문고보 진학을 하면서 경성부 유학을 하였다. 1927년 경성 휘문고등보통학교를 졸업하고 고향(황해도 신천)에서 3년 동안 농업에 종사하다가 1930년 일본으로 유학하였다. 1934년 도쿄 상과대학(현재의 히토쓰바시 대학)에서 상학 학사 학위를 취득하였다. 귀국 후 조선은행에 들어가 조선은행 직원으로 근무하였으며 1943년 조선은행 상무이사 등을 지냈고 1944년 조흥은행 전임이사 등으로 영전하였다. 그 뒤 1945년의 8.15 광복 직후인 1945년 9월 초순에서부터 같은 해 1945년 10월 초순까지 약 한달 여 남짓 동안 조흥은행 부이사장 등을 지냈고 1945년 11월 초순부터 1949년 5월 초순까지 4년 남짓 동안 한국은행 이사장 등을 지냈으며 1949년 6월 중순부터 같은 해 1949년 8월 중순까지 두 달 남짓 동안 재무부 임시외자행정총국 국장 등을 잠시 지냈다.

### 광복 이후

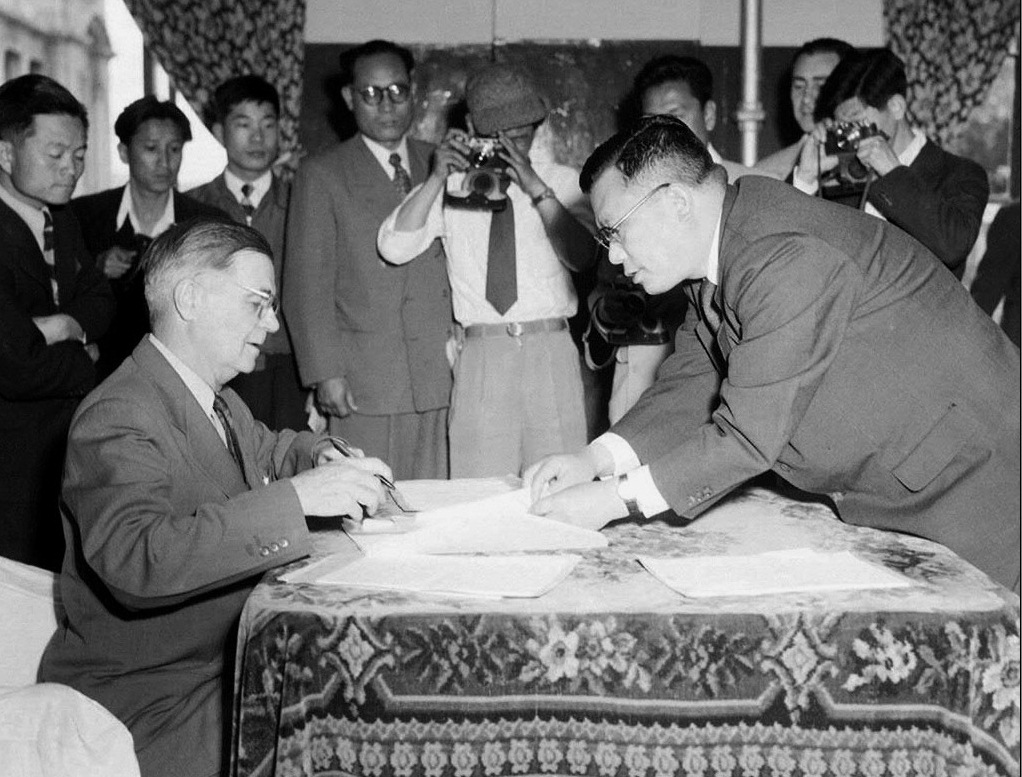
UNKRA의 원조 협정 조인식 석상의 콜터 UNKRA 단장과 백두진 국무총리 (1953)

광복 후 1945년 11월, 한국은행 이사장(理事長)에 발탁되었다. 그 후 1949년에는 재무부 임시외자행정총국 국장 등을 잠시 역임, 식산은행장(殖産銀行長)을 거쳐, 임시외자관리청(훗날의 外資廳)의 제1대 청장 등을 역임하였다. 1950년 휘문의숙 재단 이사에 선발되었다. 한국 전쟁 중인 1951년 재무부 장관에 발탁되었으며 기획처장을 거쳐 1952년 10월 국무총리 장택상이 사퇴하고 국무총리 서리 이윤영이 낙마하면서 10월 9일 국무총리 서리에 임명되었다. 1953년 6월, 영국의 엘리자베스 2세 대관식에 대한민국의 사절단 대표로 참석하였다. 한국 전쟁 휴전 후 1953년 국회에서 국무총리에 인준되어 국회 통과됨으로써 정식으로 총리가 되었다. 1952년 한미합동경제위원회 대표에 선발되었다.

### 정치 활동

#### 박정희 정권 초기
1961년 경기도 이천군의 국회의원 보궐선거에서 당선되어 국회의원이 되었으나, 5.16 군사 쿠데타으로 국회의원직을 사퇴하였다. 그러나 뒤에 공화당에 입당하여 1967년 민주공화당 상임고문 겸 동당 총재 상담역을 맡았으며 그 후 7대 국회의원에 당선되었고, 8대 국회의원에도 연임되었다. 7대 국회의원이던 1968년 8월 백두진은 특사 자격으로 버마를 친선 방문하였다.

#### 국무총리
1970년 12월 21일 다시 국무총리에 발탁되었다. 1971년 국회의장에 피선되었고, 6월 3일 국무총리직을 사퇴했다.

#### 국무총리 후 정치 활동
이후 아시아의원연맹(APU) 한국위원장에 피선되어 국회의장으로 아시아의원연맹 위원장을 겸임했다. 이후 1971년부터 1984년까지 국토통일원 고문에 취임하였다.

#### 생애 후반

1975년경

1973년 국회의원에 당선되었고, 그해 유신정우회에 입당하여 당수격인 초대 의장에 선출되어 유신 체제에 참여하였다. 1973년 한일협력위원회 회장, 79년 10대 국회의원에 당선된 후 국회의장에 재선되었다. 그러나 1979년 10월 26일 10.26 사태로 국회의장직을 사퇴하였다.
1984년 국토통일원 고문직을 사퇴한 뒤 5공화국 시절에는 공식적인 관직을 맡거나 직접적으로 정치활동을 하지는 않았다. 1985년 민족중흥동지회 고문에 위촉되었고, 1987년 신민주공화당이 창당되자, 입당, 신민주공화당 상임고문을 지냈다. 1991년 대한민국헌정회 고문, 1992년 안중근의사 여순순국유적 성역화사업 추진위원회 고문을 지냈다. 저서로 《백두진회고록》(전·후편), 《대한민국현대인물사》 등이 있다.

### 사후
일제 강점기 당시 조선은행에서 근무한 경험이 있기 때문에 친일인명사전 수록예정자 명단에 선정되었지만 수록되지 않았다.
2008년 8월 학술지 ‘한국사 시민강좌’ 하반기호(43호)에서 대한민국 건국 60주년 특집 ‘대한민국을 세운 사람들’을 선발, 건국의 기초를 다진 32명을 선정할 때 법률, 경제 부문의 한사람으로 선정되었다.

## 학력
- 경성 휘문고등보통학교 졸업(1927년)
- 일본 도쿄 상과대학교 상학 학사(1934년)
- 대한민국 국방대학교 행정학사 1기(1956년)

### 명예 박사 학위
- 1970년 경희대학교 명예 경제학 박사
- 1971년 한국외국어대학교 명예 문학박사
- 1972년 필리핀 국립대학교 명예 법학박사
- 1980년 미국 루이스 앤드 클라크 대학교 명예 정치학 박사

## 평가와 비판
현실순응주의자, 대세순응주의자라는 비판과 처세술에 능하다는 비판이 있다.

## 트리비아
친일 소설 작가 춘원 이광수는 지난날 한때 백두진(전직 초대 대한민국 임시외자관리청 청장)의 부인 허명재 여사의 친정 고모 허영숙 여사와 재혼(2번째 결혼)하였다가 또다시 이혼(2번째 이혼)을 한 전력이 있다.

## 저서
- 《백두진 회고록》 (전편), 1975
- 《백두진 회고록》 (후편), 1981
- 《대한민국 현대인물사》, 1989

## 같이 보기
- 박정희
- 이승만
- 이광수
- 윤치영
- 이효상
- 이광수

## 역대 선거 결과
|  | 11.49% |

|  | 31.75% |

|  | 50.6% |

|  | 48.8% |

|  | 0% |

|  | 0% |

## 참고 자료
- 반민족문제연구소 (1994년 3월 1일). 〈백두진 : 유신 옹호의 기수가 된 현실순증주의자 (공재욱)〉. 《청산하지 못한 역사 2》. 서울: 청년사. ISBN 978-89-7278-313-8.
- 백두진 - 대한민국헌정회